# The Amazing Race 11
The Amazing Race 11 (có thể gọi là The Amazing Race: All-Stars) is the 11th installment of the reality television show The Amazing Race. The Amazing Race 11 là mùa thứ 11 của chương trình truyền hình thực tế The Amazing Race. 11 đội đã đua từ những mùa trước và được lựa chọn sẽ cùng nhau tham gia mùa này và vòng quanh thế giới.
Mùa thứ 11 được công chiếu tập 1 vào 18/2/2007 vào lút 8h tối trên EST, 7h tối trên CST trong 1 tiếng đồng hồ, và chặng chung kết của mùa 11 chiếu vào 6/5/2007.

Cặp tình nhân Eric Sanchez và Danielle Turner từng tham gia The Amazing Race 9 đã giành chiến thắng mùa này mà không có bất cứ lần về đích thứ nhất nào trong mùa 11 ngoại trừ chặng chung kết.
DVD được bán ra vào 1/5/2013.

## Sản xuất

### Quay phim

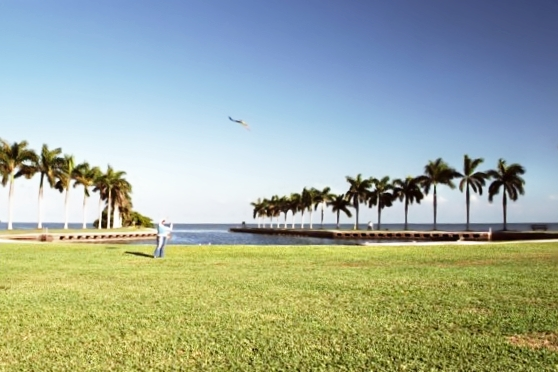
Charles Deering Historical Estate tại Miami was the starting line of The Amazing Race: All-Stars.là vạch xuất phát của The Amazing Race: All-Stars.

Ngay từ năm 2004, đã có một cuộc trò chuyện về một phiên bản Kì cựu, với một suy đoán rằng nó sẽ có trong mùa thứ 8 của Survivor. Những tin đồn này đã có khi mà người chiến thắng mùa thứ 4 - Reichen Lehmkuhl được mời tham gia một phiên bản Kì cựu trong tương lai của The Amazing Race. Chuyện này tiếp tục trong vài năm tới, đặc biệt là sau khi CBS phát sóng tất cả các phiên bản Kì cựu của hai chượng trình cạnh tranh thực tế khác là Survivor và Big Brother. Ngày 28 tháng 9 năm 2006, CBS đã nói về mùa thứ 11 của The Amazing Race; trong tháng 11 năm 2006, The Amazing Race đã thừa nhận trên mạng rằng đã có một phiên bản Kì cựu trong sản xuất. Phil Keoghan ban đầu đã nói rằng một phiên bản toàn sao là khả thi. Qua thời gian, Keoghan cảm thấy rằng "chúng tôi đã nhận được nhiều hơn và nhiều hơn nữa các đội có thực lực thực sự tốt, và nó (All-Stars) rất có thể được xảy ra.
Mùa này của cuộc đua sẽ đi qua 45,000 dặm (72,000km) với 30 thành phố và 6 châu lục.
Mùa này là mùa thứ hai (sau mùa 5) đi qua mọi châu lục. Những nơi cuộc đua đi qua lần lượt là Ecuador, Mozambique, Ba Lan, Macau, và Guam. Đây là mùa giải cuối cùng của The Amazing Race có Yield. Tính tới 2015 thì đây đúng là mùa cuối cùng có Yield.
Những đội toàn nữ đã thắng 6/13 chặng của cuộc đua (4 lần của đội Dustin & Kandice và 2 lần của Charla & Mirna) đã thiết lập một kỉ lục mà đến sau này, mùa 17 mới vượt qua kỉ lục đó.

### Phỏng vấn
11 đội mùa này đã được lựa chọn từ các thí sinh trong quá khứ, sẽ trở lại tại Chương trình Kì cựu. Keoghan đã nộp một bản báo cáo về 15 đội mà ông muốn cho họ quay lại. Mười trong số họ đã được lựa chọn. Ông đã không chọn Eric & Danielle, do họ không đua cùng nhau. Keoghan nói, "Tôi không nghĩ rằng mùa này cần có một sự kết hợp mới, mà phải là các đội có thực lực tốt". Ông cũng nói thêm rằng mục tiêu của đội ngũ sản xuất của cuộc đua là ''không muốn mang tới những đội tốt nhất'', mà chọn "các đội đã giành được sự chú ý nhiều nhất trong 10 mùa qua". Mặc dù chương trình có tựa đề là ''All-Stars'' thì chỉ có một đội là Uchenna và Joyce giành chiến thắng trong mùa 7. Một số thành viên Kì cựu đã tức giận bởi sự thiếu sót của họ khi tuyển chọn những thành viên Kì cựu, đáng chú ý nhất là Chip và Kim (mùa 5) và BJ và Tyler (mùa 9) đã công khai chỉ trích quá trình này trên CBS '. Colin và Christie (Season 5) được dự kiến sẽ tham gia phiên bản All-Stars nhưng không thể tham gia do Christie mang thai. Ngoài ra, Flo Pesenti và Drew Riker (người bắt đầu hẹn hò sau khi gặp trong mùa 3) đã được mời đến tham gia, nhưng Flo từ chối vì hai lý do: cô cảm thấy The Amazing Race đã làm cho cô bộc lộ tính xấu, và muốn đua cùng với người đã chiến thắng cùng cô, Zach Behr. Nên một nhóm mới được tạo ra cho phiên bản All-Stars là Eric và Danielle.
Danh sách đầy đủ nhất về các đội và thứ hạng của họ trong mùa giải đó:
- Mùa 1:
  - Joseph "Joe" Baldassare and Bill Bartek, bạn đời,hạng 3
  - Kevin O'Connor and Andrew "Drew" Feinberg, Bạn thân, hạng 4
- Mùa 2:
  - Oswald Mendez và Danny Jimenez, bạn thân, hạng 4
- Mùa 3:
  - John Vito Pietanza và Jill Aquilino, tình nhân (ở mùa 3),hạng 5
  - Teri và Ian Pollack, đã kết hôn, Á quân
- Mùa 5:
  - Charla Faddoul và Mirna Hindoyan, chị em họ, hạng 6; Charla là người bị mắc căn bệnh lùn
- Mùa 7:
  - Uchenna và Joyce Agu, đã kết hôn, Quán quân
  - Rob và Amber Mariano, Biên tập viên (đính hôn tại mùa 7), Á quân
- Mùa 9:
  - Eric Sanchez và Danielle Turner, tình nhân, Á quân và hạng 8. Trong mùa giải họ tham gia, Eric và Danielle ở hai đội khác nhau; Eric đua với bạn cậu ấy:Jeremy Ryan và Danielle với người bạn hồi nhỏ:Danielle "Dani" Torchio.
- Mùa 10:
  - David, Jr., và Mary Conley, đã kết hôn,hạng 6
  - Dustin Seltzer, Miss California 2005, và Kandice Pelletier, Miss New York 2005, những hoa hậu và là bạn thân của nhau,hạng 4

## Kết quả
Những đội sau đã tham gia chương trình và bảng sau còn kèm theo mối quan hệ của các thành viên trong đội. Có thể những kết quả ở đây không được công chiếu trên truyền hình. Và sau đây là kết quả:
| Đội              | Mối quan hệ       | Vị trí(qua từng chặng) | Vị trí(qua từng chặng) | Vị trí(qua từng chặng) | Vị trí(qua từng chặng) | Vị trí(qua từng chặng) | Vị trí(qua từng chặng) | Vị trí(qua từng chặng) | Vị trí(qua từng chặng) | Vị trí(qua từng chặng) | Vị trí(qua từng chặng) | Vị trí(qua từng chặng) | Vị trí(qua từng chặng) | Vị trí(qua từng chặng) | Roadblocks4         |
| Đội              | Mối quan hệ       | 1                      | 2                      | 3                      | 4                      | 5                      | 6                      | 7                      | 85                     | 9                      | 10                     | 11                     | 12                     | 13                     | Roadblocks4         |
| ---------------- | ----------------- | ---------------------- | ---------------------- | ---------------------- | ---------------------- | ---------------------- | ---------------------- | ---------------------- | ---------------------- | ---------------------- | ---------------------- | ---------------------- | ---------------------- | ---------------------- | ------------------- |
| Eric & Danielle  | Đang hẹn hò       | 4th                    | 4th                    | 3rd                    | 2nd                    | 6th                    | 5th                    | 5th                    | 5th +                  | 3rd <                  | 4th                    | 3rd <8                 | 2nd                    | 1st                    | Eric 6, Danielle 6  |
| Dustin & Kandice | Hoa hậu           | 6th                    | 6th                    | 4th2                   | 5th                    | 2nd                    | 4th                    | 1st                    | 3rd^                   | 1st>                   | 2nd                    | 1st                    | 1st                    | 2nd                    | Dustin 6, Kandice 6 |
| Charla & Mirna   | Chị em họ         | 8th                    | 8th                    | 8th                    | 7th                    | 1st                    | 1st                    | 4th                    | 4th^                   | 2nd                    | 3rd                    | 2nd                    | 3rd                    | 3rd                    | Charla 6, Mirna 6   |
| Oswald & Danny   | Bạn thân          | 2nd                    | 2nd                    | 5th                    | 1st                    | 4th                    | 2nd                    | 2nd                    | 1stƒ~                  | 4th                    | 1stƒ                   | 4th>                   | 4th9                   |                        | Oswald 4, Danny 4   |
| Uchenna & Joyce  | Đã kết hôn        | 7th                    | 5th                    | 2nd                    | 6th                    | 7th                    | 3rd3                   | 3rd                    | 1stƒ~                  | 5th7                   |                        |                        |                        |                        | Uchenna 3, Joyce 3  |
| Joe & Bill       | Bạn đời           | 5th                    | 3rd                    | 7th                    | 4th                    | 5th                    | 6th                    | 6th                    | 6th+6                  |                        |                        |                        |                        |                        | Joe 2, Bill 4       |
| Teri & Ian       | Đã kết hôn        | 3rd                    | 7th                    | 6th                    | 3rd                    | 3rd                    | 7th                    |                        |                        |                        |                        |                        |                        |                        | Teri 2, Ian 3       |
| Rob & Amber      | Mới cưới          | 1st                    | 1st                    | 1st                    | 8th                    |                        |                        |                        |                        |                        |                        |                        |                        |                        | Rob 1, Amber 2      |
| David & Mary     | Thợ mỏ và vợ      | 9th                    | 9th                    | 9th                    |                        |                        |                        |                        |                        |                        |                        |                        |                        |                        | David 1, Mary 1     |
| Kevin & Drew     | Bạn thân lâu năm  | 10th                   | 10th1                  |                        |                        |                        |                        |                        |                        |                        |                        |                        |                        |                        | Kevin 1, Drew 0     |
| John Vito & Jill | Chính thức hẹn hò | 11th                   |                        |                        |                        |                        |                        |                        |                        |                        |                        |                        |                        |                        | John Vito 0, Jill 0 |

- Màu đỏ là đội bị loại.
- Gạch chân màu xanh là đội về cuối trong chặng không loại và bị phạt 30 phút trong chặng tiếp theo nếu không về nhất.
- Kí hiệu ƒ là đội thắng Fast Forward.
- Những đội có kí hiệu giống nhau(+, ^, and ~) là những đội bắt cặp cùng nhau trong nhiệm vụ giao điểm.
- Kí hiệu >có nghĩa là một đội đã sử dụng Yield; < có nghĩa là đội đó bị Yield.

1. ^  Kevin & Drew đã bị phạt vì không lấy chiếc xe họ đã sử dụng trong chặng 1 khi họ khởi hành ở chặng thứ hai. Không biết hình phạt là bao lâu, hoặc khi nào nó diễn ra.[3]
2. ^  Dustin & Kandice ban đầu đến thứ 4, nhưng họ đã bỏ lỡ chỉ dẫn của Lựa chọn kép, chỉ đơn giản là tình cờ đến một trong các tùy chọn (mà họ đã hoàn thành). Họ bị buộc phải quay lại và lấy lại chỉ dẫn bị bỏ lỡ tại Lựa chọn kép và trở về Trạm dừng. Điều này không ảnh hưởng đến vị trí của họ.
3. ^  Uchenna & Joyce ban đầu về 3, nhưng bị phạt 30 phút do bị "đánh dấu loại" do về cuối ở chặng trước. Điều này không ảnh hưởng đến vị trí của họ.
4. ^ Có 2 chặng không phát sóng Roadblocks. Chỉ biết một điều là Danielle đã làm nhiệm vụ đó ở chặng 7. Ảnh trên CBS website cho thấy Mirna và Danielle đã làm nhiệm vụ trong chặng 13.
5. ^  Do Giao điểm, cả hai đội Uchenna and Joyce và Oswald and Danny đều thực hiện thành công Fast Forward và đều bỏ qua tất cả các nhiệm vụ khác và cùng về nhất.
6. ^  Joe and Bill về thứ 5, nhưng do "đánh dấu loại" do về cuối ở chặng trước nên bị phạt 30 phút, trong lúc họ bị phạt thì Eric and Danielle đã điểm danh tại trạm dừng, làm Joe and Bill xuống vị trí cuối cùng và bị loại.
7. ^  Uchenna & Joyce nhỡ một chuyến bay tới Frankfurt và chưa tới Kuala Lumpur trong khi các đội khác đã hoàn thành các nhiệm vụ và điểm danh tại trạm dừng. Trên sóng, họ đã tới một Clue box và chỉ dẫn thông báo họ tới thẳng Trạm dừng. Sau chương trình, Joyce nói là cô đã làm nhiệm vụ Roadblocks. Trong kết quả Roadblock đã bao gồm lần đó của Joyce.[4]
8. ^  Eric & Danielle initially arrived 2nd, but were issued a 30-minute penalty for being "marked for elimination" and not arriving 1st. Charla & Mirna checked-in with approximately 14 minutes left of their penalty time, dropping Eric & Danielle to 3rd.
9. ^  Oswald & Danny had been "marked for elimination"; however, since they checked-in last, they were eliminated without the 30-minute penalty being issued.

## Phần thưởng
Trừ khi có các ghi chú khác, giải thưởng đã được trao cho đội đầu tiên khi về nhất mỗi chặng.
- Chặng 1 - Một chuyến du lịch tới Four Seasons Resort, Whistler, British Columbia, Canada từ Travelocity.
- Chặng 2 - Một chiếc xe máy cho mỗi thành viên.
- Chặng 3 - Một phòng gym tại nhà cho mỗi thành viên.
- Chặng 4 - Một chuyến du lịch tới Royal Lahaina Resort tại Maui từ Travelocity.
- Chặng 5 - Một chuyến du lịch tới Aruba từ Travelocity.
- Chặng 6 - N/A.
- Chặng 7 - Một chuyến du lịch tới Puerto Rico provided by Travelocity.
- Chặng 8 - Một chuyến du lịch tới St. Lucia từ Travelocity. Mặc dù hai đội đã đến vị trí đầu tiên, chỉ có một giải thưởng được cung cấp. Oswald & Danny quyết định nhường cho Uchenna & Joyce.
- Chặng 9 - N/A.
- Chặng 10 - Một chuyến du lịch tới Hong Kong sau Tết Nguyên Đán từ Travelocity.
- Chặng 11 - Một chiếc xe Yamaha Waverunner cho mỗi thành viên.
- Chặng 12 - Một chiếc xe địa hình cho mỗi thành viên.
- Chặng 13 -1 triệu đô la Mỹ.

## Sơ lược cuộc đua

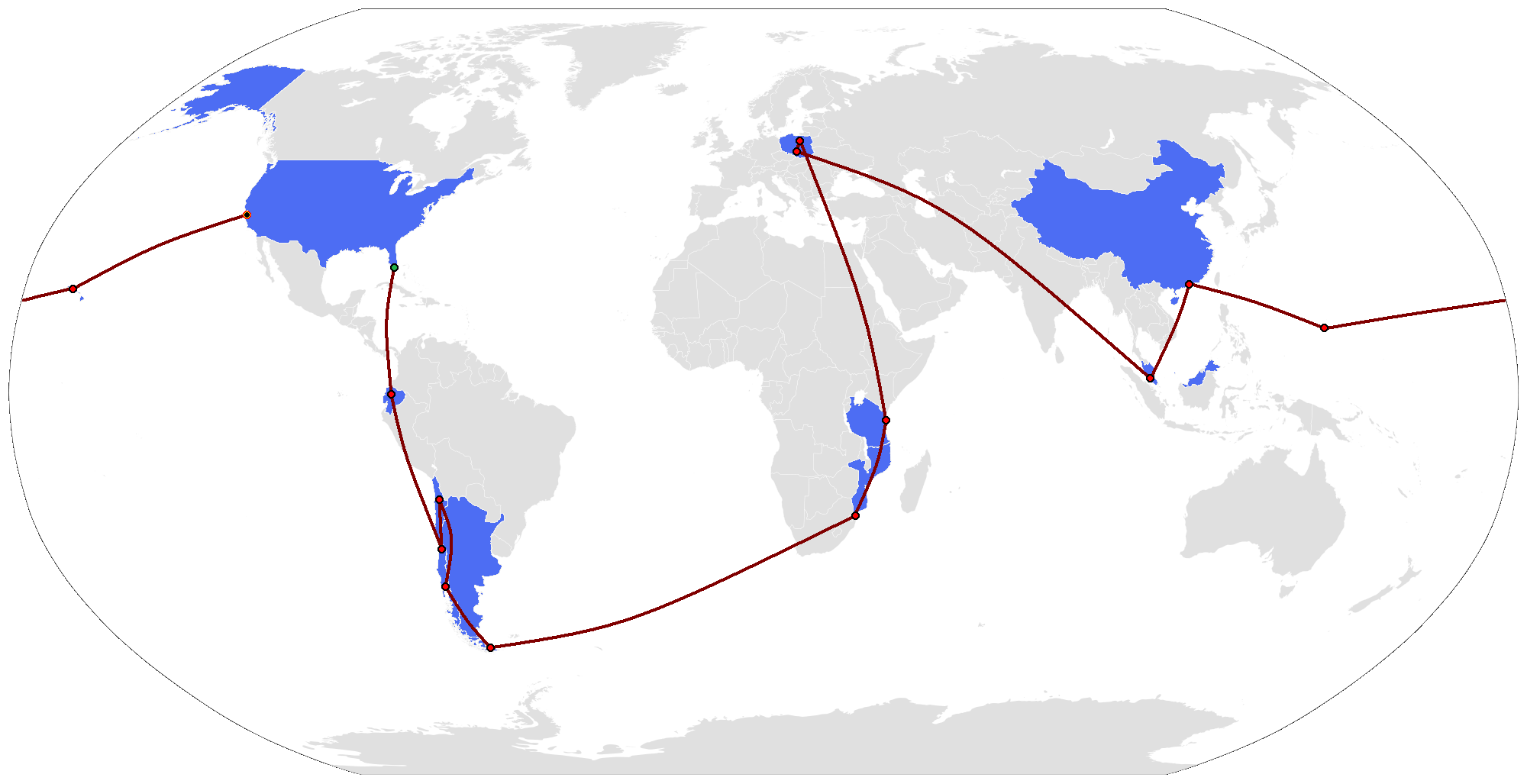
Hành trình cuộc đua

### Chặng 1 (Mỹ→Ecuador)

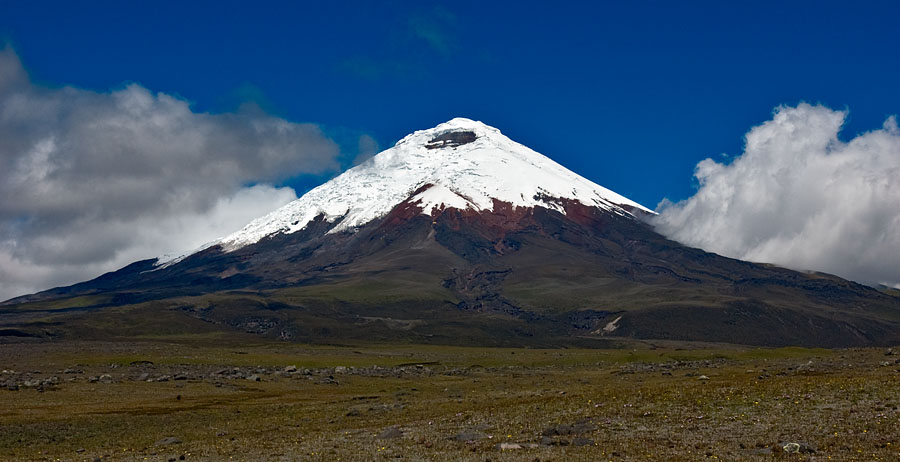
Các đội đi tới Cotopaxi National Park tại Ecuador để điểm đanh tại Trạm dừng đầu tiên của The Amazing Race.

- Palmetto Bay, Florida, United States  (Charles Deering Historic Estate) (Vạch xuất phát)
- [./File:Legenda_lotnisko.svg ] Miami (Miami International Airport) tới Quito, Ecuador  (Mariscal Sucre International Airport)
- Quito (Plaza de San Francisco)
- Quito (Pim's Restaurant) (Overnight Rest)
- Napo Province (Cotopaxi National Park - Hacienda Yanahurco Lưu trữ ngày 22 tháng 2 năm 2007 tại Wayback Machine) [./The_Amazing_Race#Detour ]
- Napo Province (Cotopaxi National Park - Mirador Cotopaxi) [./The_Amazing_Race#Pit_Stops ]

Vạch xuất phát của The Amazing Race: All-Stars diễn ra tại Charles Deering Historic Estate gần Miami, các đội trở lại những mật thư hướng dẫn để lấy những đầu mối của họ trên đỉnh của chiếc túi của mình và đi đến thành phố đầu tiên của họ: Quito, Ecuador. Các đội nhận một chiếc Mercedes-Benz để vào sân bay quốc tế Miami với 5 đội đầu tiên cho các chuyến bay của American Airlines lá thứ hai nhưng đến trước, trong khi 6đội khác ở Copa Airlines mà lá đầu tiên và kết thúc vào cuối.
Khi đến Quito, đội đi đến Plaza de San Francisco, nơi họ phải tìm đầu mối tiếp theo của họ, đưa họ tới nhà hàng của Pim, nơi các đội phải kéo một tấm thẻ theo số thứ tự họ vào sáng hôm sau, 7:00, 7: 15 và 07:30. Vào thời gian khởi hành, các đội đã được cung cấp một bản đồ và tìm thấy những chiếc xe và tự lái đến Hacienda Yanahurco tại Vườn quốc gia Cotopaxi và phải tư vấn để nhập tại lối vào phía bắc của công viên.
Ở công viên, các đội nhặt các đầu mối và nhận thử thách Detour đầu tiên của cuộc đua, một sự lựa chọn giữa Wrangle It hoặc Recover It. Trong Wrangle It, đội phải giúp những cao bồi địa phương cắt, xuống, và chú rể một con ngựa hoang dã mà móng mọc dài mà họ ngăn cản họ đi bộ đúng cách. Thành viên trong nhóm đã phải sử dụng các công cụ truyền thống để cắt móng guốc của mình cho một chiều dài và an toàn để cắt bờm và đuôi của nó. Khi ngựa là miễn phí, họ sẽ nhận được đầu mối tiếp theo của họ. Trong Recover It, một thành viên nhóm nghiên cứu, đưa vào một bộ đồng phục quân sự lịch sử. Sau đó, nhóm nghiên cứu phải tìm kiếm các lĩnh vực cho ba mục mất tích từ thống nhất: một cấp sĩ quan, một nút và một thanh kiếm. Một khi họ tìm thấy, một vị tướng sẽ nhận được đầu mối tiếp theo của họ. Các manh mối đưa các đội lên đỉnh đồi ở Mirador Cotopaxi tới Trạm Dừng.

### Chặng 2(Ecuado)→Chile)
Ngày phát sóng:25 tháng 2 năm 2007
Quito (Sân bay quốc tế Mariscal Sucre) tới Santigo, Chile   (Sân bay quốc tế Comdoro Arturo Merino Benítez)

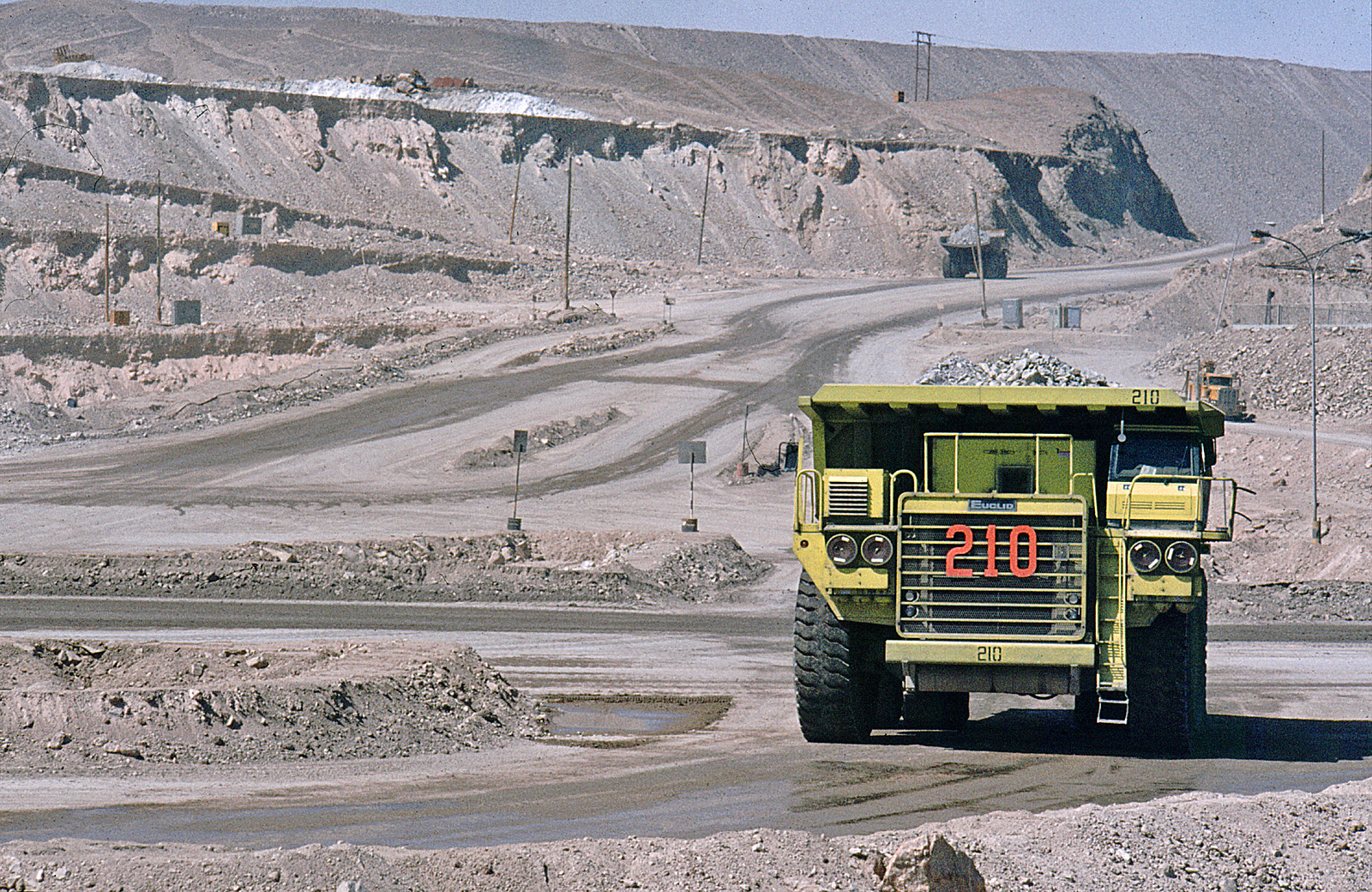
Tại Lựa chọn kép, các đội sẽ đến Chuquicamata và họ sẽ phải làm nhiệm vụ bằng chiếc xe tải này

Santigo(Trụ sở chính công ty Codelco)
 Santiago (Sân bay quốc tế Comodoro Arturo Merino Benítez) tới Calama(Sân bay El Loa)
Calama (Chuquicamata)
San Pedro de Atacama(Thung lũng của người chết)
Trong Chướng ngại vật,  đầu tiên, một thành viên của đội phải vào tầng trệt của công ty Codelco và tìm kiếm phòng họp để tìm các chữ cái được hiển thị. Các đội phải tìm ra hầu hết các chữ cái và đánh vần một trong mười địa điểm được ghi trong tấm bản. Và khi họ tin rằng đã có đáp án, là "Chuquicamata" họ phải cho nhân viên bảo vệ xem đáp án. Nếu đúng, họ sẽ nhân được đầu mối tiếp theo.
Trong Lựa chọn kép này, các đội phải lựa chọc giữa By hand hoặc By machine. Với By hand, các đội phải lựa chọn một chiếc lốp 2 tấn, với chiếc bu lông và máy rửa, các đội phải hoàn thành nó vào trong chiếc xe tải. Khi họ hoàn thành, một người quản đốc sẽ đưa cho họ đầu mối tiếp theo. Với By machine, mỗi thành viên phải lái xe trước một chiếc xe tải lớn, chuyển sỏi. Khi họ dùng sỏi rải đủ một con đường màu vàng dược đánh dấu bởi cây gậy. Khi họ hoàn thành, họ sẽ nhận được đầu mối tiếp theo.
Thử thách phụ
Sau khi hoàn thành lựa chọn kép, các đội được cung cấp những chiếc xe đã được đánh dấu đến San Pedro de Atacama(Thung lũng của người chết)để điểm danh tại trạm dừng. Các đội được khuyến cáo  đi với tốc độ 50 km/giờ(31 dặm/giờ)

### Chặng 3(Chile)
Ngày phát sóng:11 tháng 3 năm 2007
Calama(Sân bay El Loa) tới  Puerto Montt (Sân bay El Tepual)
Metri (Centro Acuicultura y Ciencias del Mar, Universidad de Los Lagos) 